# Gallito (empresa)
Gallito es una empresa de chocolates y confites costarricense, fundada en 1909 por Raúl Odio Herrera en la ciudad de San José.Es considerada como la empresa líder de su sector en Costa Rica y América Central. Es una de las empresas más antiguas del país.
Desde 2017 y posterior a un acuerdo entre Mondelēz Internacional y la Cooperativa de Productores de Leche Dos Pinos R.L, Gallito pasó a manos de esta última por un precio cercano a los $40 millones de dólares.

## Historia
Antecedentes
La empresa Gallito fue fundada en 1909 por Raúl Odio Herrera en San José posterior a la compra de un local comercial a su padre al costado oeste del Mercado Central en San José. El local en cuestión fue una panadería propiedad de un francés y debido a las dificultades que tenían los habitantes de la época para pronunciar el nombre de su propietario, era conocido como "Panadería el Gallito", debido al gallo (ave nacional francesa) que se encontraba en su rótulo.
Don Raúl comenzó su negocio sin dinero, solo con dos empleados, una tostadora de café y un molino pequeño de cacao. Al principio, solo se desarrollaba como almacén y vendía café tostado y molido, pero rápidamente los panecillos de cacao que preparaba con sus ayudantes se hicieron muy populares entre los josefinos.
Incursión en la chocolatería
Odio Herrera consideró que había una oportunidad en el mercado costarricense para producir chocolates localmente, ya que en esa época la mayoría se importaban desde Europa.
Fue así que comenzó a experimentar en la producción de chocolates, con ayuda de su molino y unos moldes que había conseguido en una antigua fábrica chocolatera que había dejado de funcionar. Después de muchos intentos, ideó una receta de chocolate que fue de su agrado y creó el que pronto se convertiría en el chocolate de los costarricenses, el milán.
Crecimiento y expansión
En el año 1949, los empleados de la Gallito, se asociarían para fundar la que se convirtiera en la primera asociación solidarista del país.
En 1950, la compañía se dividió en dos razones sociales diferentes, Almacén El Gallito S.A; para el almacén; y El Gallito Industrial S.A; para los chocolates y confites. En ese mismo año, este último trasladó sus operaciones a una nueva planta en Guadalupe e incrementó su producción con el lanzamiento de nuevos productos. En 1954, Oscar Odio, hijo del fundador, abrió un laboratorio químico que permitió diversificar y mejorar la calidad de los productos.
Esta época sería clave para el crecimiento, ya que gracias al periodo posguerra, se produjeron diversas políticas a lo interno del país que permitirían a las empresas a acceder a más recursos económicos en forma de préstamos o inversiones.
En la década de 1960, Gallito amplió sus instalaciones, adquirió nueva maquinaria y contrató más personal debido a la creciente demanda de sus productos en Centroamérica. La apertura comercial del Mercado Común Centroamericano incentivó el aumento de las exportaciones de la empresa en la región.
En la década de 1980, Gallito continuó creciendo gracias a la alta calidad de sus productos, expandiendo sus mercados a Panamá, Puerto Rico y algunos países de Europa.
A mediados dela década de 1990, debido a varios problemas económicos El Gallito Industrial S.A fue vendida a la multinacional Kraft Foods (propiedad de Phillip Morris International), que posteriormente se convertiría en Mondelēz International, quien administraría la empresa hasta el año 2017 cuando pasaría a manos de Dos Pinos.

## Adquisición por Dos Pinos
En el año 2016, Mondelēz International, anunciaría el cierre de la fábrica de El Gallito Industrial S.A en Belén y con esto, el despido de la totalidad de sus empleados, para externalizar la marca a otros países. Ante esta situación, la Cooperativa de Productores de Leche Dos Pinos R.L. le externaría su interés de adquirir la marca y la fábrica a la multinacional, comenzando así las negociaciones para su posterior venta.
En septiembre de 2017, Dos Pinos oficializaría la adquisición de la marca, haciendo así que después de 22 años esta volviera a manos costarricenses. Asimismo, tomaría posesión de la fábrica de Belén y recontrataría a la mayoría de los empleados que fueron despedidos meses atrás. 
Desde entonces, Dos Pinos ha hecho diversas colaboraciones con su subsidiaria, entre las cuales se encuentran: Helados temáticos, leche saborizada con sabor a Morenito, entre otros. Asimismo, incursionaría en el mercado de las galletas con diversas presentaciones entre las cuales destacan las galletas Trits (Famoso helado de la cooperativa), bajo la marca Gallito.
Además, posterior a esta adquisición, Dos Pinos abriría su heladería La Estación, quien vendería directamente al consumidor los productos de ambas marcas en diversas presentaciones.

## Marcas
El portafolio de Gallito se encuentra conformado por una diversidad de marcas, las cuales en su mayoría son muy simbólicas para los costarricenses. Entre estas marcas se encuentran: Milán, Tapita, Guayabita, Morenito, Frutini, Jockey, Copetines, Corazones, Fresitas, entre otras.